# Muchówka (Łódź)
Pour les articles homonymes, voir Muchówka.
Muchówka est une localité polonaise de la gmina d'Ozorków, située dans le powiat de Zgierz en voïvodie de Łódź.